# Nychiodes notarioi
Nychiodes notarioi is een vlinder uit de familie spanners (Geometridae). De wetenschappelijke naam is voor het eerst geldig gepubliceerd in 2005 door Exposito Hermosa.
De soort komt voor in Europa.